# Бышанка
Бышанка (бел. Бышанка) — деревня в Червенском районе Минской области Беларуси. Входит в состав Рованичского сельсовета.

## Географическое положение
Расположена в 31 километре к северо-востоку от Червеня, в 73 км от Минска, на правом берегу реки Уша, в месте впадения в неё речки Бышанка.

## Археология
В районе деревни обнаружены три курганных могильника, относимые к культуре дреговичей. Первый из них состоит из четырёх насыпей, второй — из трёх.

## История
Собственно деревня в письменных источниках впервые упоминается в XVIII веке. На 1795 год она входила в состав имения Рованичи, принадлежавшего помещику А. Слотвинскому. На 1800 год входила в состав Игуменского уезда Минской губернии и являлась шляхетской собственностью, здесь было 2 двора и 24 жителя. В 1856 году владельцем деревни был Людвиг Слотвинский, к имению которого относилась Бышанка. На 1858 год здесь было 50 жителей. В 1870 году деревня входила в Рованичский православный приход. Согласно переписи населения Российской империи 1897 года, в составе Беличанской волости, здесь было 9 дворов, где проживал 61 человек. Неподалёку располагалась помещичья усадьба в 1 двор, где жили 12 человек. На начало XX века в деревне было 10 дворов и 72 жителя, вблизи неё работал смолозавод. На 1917 год дворов было 11, жителей — 82. С февраля по декабрь 1918 года деревня была оккупирована немцами, с августа 1919 по июль 1920 — поляками. 20 августа 1924 года она вошла в состав вновь образованного Рованичского сельсовета Червенского района Минского округа (с 20 февраля 1938 — Минской области). Согласно переписи населения СССР 1926 года здесь было 15 дворов, где проживали 102 человека. В 1930 году в деревне был организован колхоз «Заря», на 1932 год в его состав входили 8 крестьянских дворов, где проживали 84 человека. Во время Великой Отечественной войны деревня была оккупирована немецко-фашистскими захватчиками в начале июля 1941 года. В лесах в районе деревни развернули активную деятельность партизаны бригад «Разгром» и имени Щорса. Освобождена в начале июля 1944 года в результате Минской операции. На 1960 год население деревни составило 115 человек. В 1980-е годы она относилась к совхозу «Рованичи». На 1997 год здесь было 23 дома и 35 жителей. На 2013 год 11 круглогодично жилых домов, 20 постоянных жителей.

## Население
- 1800 — 2 двора, 24 жителя
- 1858 — 50 жителей
- 1897 — 10 дворов, 72 жителя
- 1908 — 10 дворов, 72 жителя
- 1917 — 11 дворов, 82 жителя
- 1926 — 15 дворов, 102 жителя
- 1960 — 115 жителей
- 1997 — 23 двора, 35 жителей
- 2013 — 11 дворов, 20 жителей